# عدنان كيوان
عدنان كيوان هو رجل أعمال أوكراني من أصل سوري. ولد في قرية طفس بدرعا في سوريا. جنوب سوريا درس الهندسة في جامعة دمشق.

## النشأة والانتقال إلى أوكرانيا
ولد عدنان كيوان في قرية طفس التابعة لمحافظة درعا في سوريا عام 1962 من أسرة متواضعة تعمل في مجال الزراعة. انتقل إلى دمشق ودرس الهندسة في جامعاتها وبعدها انتقل إلى مدينة أوديسا الأوكرانية لمتابعة دراسته، وعقب حصوله على الدكتوراه في الهندسة فضل البقاء في أوكرانيا والعيش فيها. أنجب ثلاثة أولاد: «رسلان كيوان» و«ديانا كيوان» و«روزانا كيوان».
دخل مجال التجارة من أكبر الأبواب فعمل في تجارة الحديد وكانت بداية تجارته بملايين الدولارات وهنا كانت الانطلاقة الأولى.

## قدور غروب للإعمار القابضة

### البداية
أنشأ عدنا كيوان شركة قدور غروب الإعمار في أوكرانيا في مدينة أوديسا في عام 2010 وبدأت الاستثمار في مجال الإعمار بمبالغ كبيرة وسلمت أول الأبنية في عام 2011. كانت أول شركة على مستوى أوكرانيا تسلم الأبنية بالوقت المحدد والنوعية المحددة وشركة قدور غروب لها ما لا يقل عن خمسين مشروع بناء سكني ضخم في مدينة أوديسا والعاصمة الأوكرانية كييف وحوالي عشرين مشروع أبنية تجارية. 

### التوسعة
توسعت شركة قدور غروب بالأعمال التجارية المتنوعة منها قطاع البناء وقطاع التنمية الزراعية التي يستثمر بها حوالي خمسمائة مليون دولار والتصدير من أوكرانيا إلى جميع دول العالم. لها استثمارات في دول مختلفة من العالم بريطانيا والإمارات العربية المتحدة وإفريقيا من أكبر مستثمري ومصدري الحديد في أوكرانيا. لديه استثمارات ضخمة في صوامع القمح في أوكرانيا. مالك لأكبر جريدة أوكرانية متحدثة باللغة الإنكليزية كييف بوست حيث اشتراها عام 2018 بمبلغ 3.5 مليون دولار.

## النشاطات الخيرية والإجتماعية والجوائز
له أعمال خيرية كثيرة منها توزيع خمسين شقة سكنية على المعاقين في أوكرانيا، وتوزيع شقق سكنية على مصابي الحرب من العسكريين في مدينة أوديسا. دشن عدنان كيوان مشفى مجهز بكامل التجهيزات الطبية وأهداه للمحافظة في مدينة أوديسا في عام 2016. افتتح المركز المركز الإسلامي السلام في عام 2001 الذي له نشاطات توعوية عن الإسلام ومساعدة المسلمين في أوكرانيا. وافتتح المركز الإسلامي الشرقي في عام 2018 لمتابعة النشاطات.